# Wo Weihan
Wo Weihan chinois simplifié : 沃维汉 ; pinyin : Wò Wéihàn (1949-28 novembre 2008 à Pékin,) est un biochimiste et homme d'affaires chinois de l’ethnie mongole Daur, ayant vécu plusieurs années en Europe. 

## Biographie
Il travaille dans les années 1990 à l'Université technologique de Munich. Il est condamné à la peine de mort en Chine en mai 2007 par un tribunal chinois sur la base d'allégations d'espionnage, et exécuté en novembre 2008. L'exécution de la sentence de mort entraîne une crise diplomatique entre la Chine et la République d'Autriche ainsi que l'Union européenne.
Wo Weihan a vécu en Autriche entre 1990 et 1997. Ses filles, Ran Chen et Di Chen, vivent en Autriche et en possèdent la citoyenneté. En janvier 2005, il a été arrêté en Chine sous l'accusation d'avoir vendu des secrets d'État à Taïwan. Concrètement, on lui reproche d'avoir rendu public l'état de santé de dirigeants chinois. Il a également réalisé des copies de magazines qui étaient accessibles au public à l'Académie chinoise des sciences. Il a reconnu les faits lors des interrogatoires, mais s'est rétracté peu de temps après.
L'ambassade d'Autriche s'est occupé de son cas peu de temps après le début du processus. Après la confirmation par la Cour Suprême de la sentence de mort, le gouvernement autrichien et le Conseil européen ont demandé à plusieurs reprises à la Chine de ne pas l'exécuter. Le gouvernement des États-Unis est également intervenu en faveur de Weihan.
Peu de temps après l'annulation par Pékin du sommet UE-Chine, la peine de mort a été exécutée de façon inattendue. La Commission européenne et l'Autriche ont protesté énergiquement et parlé d'une perte de confiance.